# Billdals kyrkogård
Billdals kyrkogård är en kyrkogård i stadsdelen Askim i Göteborg. 
Kyrkogården, som invigdes 1978 av biskop Bertil Gärtner, omfattar 55 hektar och har 689 gravplatser och en skogsurnlund. Kyrkogården ligger i anslutning till Sandsjöbacka naturreservat.
Intill kyrkogården finns två gravfält med 639 muslimska gravar anlagda.